# Tara Seibel
Tara Seibel (Cleveland, 4 de fevereiro de 1973) é uma cartunista, designer gráfica e ilustradora americana. 

## Carreira
Tara Seibel destacou-se por os seus trabalhos profissionais, que vieram a ser publicados em diversos jornais e revistas super conceituadas como Chicago Newcity, Funny Times, The Austin Chronicle, Cleveland Scene, Heeb Magazine, Smith Magazine, Mineshaft Magazine, Juxtapoz, Jewish Review of Books, Cleveland Free Times, USA Today, US Catholic, The New York Times, Los Angeles Times e The Paris Review.
Tara também ensinou oficinas de aquarela na Ursuline College, uma pequena faculdade católica romana de Pepper Pike e atualmente ensina adultos no Pepper Pike Learning Center a criarem cartões de saudação personalizados.

## Vida pessoal
Seibel reside com a família em Cleveland, cidade Pepper Pike. Atualmente, Tara Seibel é casada com Aron, um grande engenheiro ótico, graduado na Universidade Marquette. O casal tem três filhos: Lauren, Patrick e Oscar. 

## Trabalhos

### Cartoons editoriais solo e Comic Strips
- Al Fresco Dining in Cleveland Cover Illustration, Cleveland Free Times, maio de 2003.
- Show Me the Way to go Home U.S. Catholic/Volume 71, No 2, fevereiro de 2006.
- My Prolife Protest" U.S. Catholic/Volume 71, No 5, maio de 2006.
- For Extra Credit U.S. Catholic/Volume 71, No 8, agosto de 2006.
- A less-Catholic Europe. U.S. Catholic/Volume 71, No 9, setembro de 2006.
- Criminal intent. U.S. Catholic/Volume 71, No 10, outubro de 2006.
- A Poor Measure of Poverty U.S. Catholic/Volume 71, No 11, novembro de 2006.
- Cramming for Christmas U.S. Catholic/Volume 71, No 12, dezembro de 2006.
- Cleveland Scene Alternative Weekly, Lake View Cemetery agosto de 2008
- Juxtapoz Art & Culture Magazine, Anthony Bordain / From R. Crumb's 78 Record Collection illustrations by Tara Seibel, julho de 2010.
- New York Times Harvey in the Spring editorial illustration by Tara Seibel, julho de 2010.

### Colaborativos da Comix/Cartoons, Ilustrações e Comic Strips
- Rock City-Terminally ILL Question escrito e ilustrado por Tara Seibel, Chicago Newcity, Vol.23, No.1045 julho de 2008.
- Rock City-Terminally ILL Lake View Cemetery escrito e ilustrado por Tara Seibel, (primeira publicação), Cleveland Free Times, julho de 2008.
- Rock City-Terminally ILL Lake View Cemetery escrito e ilustrado por Tara Seibel, Vol.23, No.1047 julho de 2008.
- Rock City-Terminally ILL Tara the Cartoonist escrito e ilustrado por Tara Seibel, Vol.23, No.1062 setembro de 2008.
- Rock City-Terminally ILL' Hey, Emily escrito por Harvey Pekar e ilustrado por Tara Seibel, (primeira publicação) The Austin Chronicle, Vol.27, No.49 agosto de 2008.
- Rock City-Terminally ILL Bathtub Movers escrito por Harvey Pekar e ilustrado por Tara Seibel, Funny Times, Vol.23, Issue 7, julho de 2008.
- Rock City-Terminally ILL Hey, Emily" escrito por Harvey Pekar e ilustrado por Tara Seibel, Chicago Newcity, Vol.23, No.1054 setembro de 2008.
- Rock City-Terminally ILL A Certain Kind of Trait" escrito por Harvey Pekar e ilustrado por Tara Seibel, Chicago Newcity, (first published) Vol.23, No.1056, setembro de 2008.
- Rock City-Terminally ILL Da Vinci For Dummies" escrito por Harvey Pekar e ilustrado por Tara Seibel, Chicago Newcity, (first published) Vol.23, No.1060, outubro de 2008.
- Rock City-Terminally ILL Lake View Cemetery" escrito e ilustrado por Tara Seibel, Mineshaft, editor(s) Everett Rand & Gioia Palmieri No.23, novembro de 2008. ISSN 1532-138X
- Heeb -The Politics Issue, Are God's Children Too Stupid? escrito por Harvey Pekar e ilustrado por Tara Seibel, Issue No/18, outono de 2008.
- Jewish Review of Books, The Genesis Review escrito por Harvey Pekar e ilustrado por Tara Seibel, primavera de 2010.
- Jewish Review of Books, Upmanship & Downmanship escrito por Harvey Pekar e ilustrado por Tara Seibel, verão de 2010.

### Publicações independentes para Comix
- Rock City-Terminally ILL Comix escrito por Tara Seibel, Harvey Pekar, ilustrações por Tara Seibel, Joseph Remnant, Rick Parker, e Sean Pryor, Issue 1, 2009.
- Rock City-Terminally ILL Contributions da Harvey Pekar, Robert Crumb, Pablo Guerra, Camilovsky, Mark Murphy e Joel Nakamura, Issue 2, 2010.

### Ilustrações e quadrinhos para a Anthology Projects
- Graphis Packaging 8, American Oak Packaging" (co-desenhado e ilustrado com Natalie Bianchi) ISBN 1-888001-87-9, 2000.
- The Vestibule escrito e ilustrado por Tara Seibel, "Next Door Neighbor Series" SMITH Magazine 2009; editor Dean Haspiel.
- The Pekar Project escrito por Harvey Pekar e ilustrado por Tara Seibel, "Pekar & Crumb, Talkin' 'Bout Art", "The Art of Making Sushi", "No Reservations", "Phone Hustlers", "da Vinci For Dummies", "A Certain Kind of Trait" e "Oscar the Amazing Baby", 2010; editor Jeff Newelt.
- Comics' Comics "Cartoons Drawn By Your Favorite Comedians" Compilado por Eric Beasley/trecho "Sorry, this is the best I can do" escrito por Harvey Pekar e ilustrado por Tara Seibel, Rick Parker, Sean Pryor e Joseph Remnant Mark Batty Publisher, maio de 2011. ISBN 978-1-935613-15-2.
- The Graphic Canon Volume II/ Adaptações por Tara Seibel, Victor Hugo; Les Misérables, Walt Whitman; Leaves of Grass, Seven Stories Press 2010; Editor Russ Kick /ISBN 978-1-60980-378-0.
- The Graphic Canon Volume III/ Adaptações por Tara Seibel, F. Scott Fitzgerald;The Great Gatsby, Biographies of the Beat Generation, Sigmund Freud; Interpretation of Dreams, Seven Stories Press 2013; Editor Russ Kick ISBN 978-1-60980-380-3.
- The Graphic Canon of Children's Literature (editor Russ Kick). Seven Stories Press, verão de 2014.